# 世界オピニオンリーダーズサミット
世界オピニオンリーダーズサミット（せかいオピニオンリーダーズサミット、Global Opinion Leader's Summit）は、神道系新宗教ワールドメイト教祖の半田晴久（深見東州）が総裁を務めるNPO法人世界開発協力機構が主催する不定期に開催されるイベント。元アメリカ大統領のバラク・オバマ、ビル・クリントン、元イギリス首相のトニー・ブレアらの元首脳を招聘したことでも知られている。
各界のオピニオンリーダーが日本において世界平和への議論を交わし、情報を発信する。パネリストと過去の事例を語りつつ、未来の平和社会構築に向け議論する。若者世代が国際政治への興味をもち、国際社会の現状を正しくとらえる視点を養う機会となることも目指すとしている。

## 歴史
2013年9月6日に第1回サミット 、同年11月16日に第2回サミット 、2014年10月17日に第3回サミット、 2018年3月25日に第4回サミット、2014年10月17日に第5回サミットが開催された。各回の詳細は、以下を参照。

### 第1回
2013年9月6日、半田晴久（深見東州）の呼びかけで、「世界平和と日本の貢献」をテーマにヒルトン東京で開催された。元英国首相トニー・ブレアがスペシャルゲストとして参加している。
公益財団法人日本国際フォーラムのほか、外務省・東京都・パシフィック・フォーラムCSISが後援した。
参加者
- スペシャルゲスト - トニー・ブレア
- パネリスト - 高村正彦、伊藤憲一、平林博、ブレンダン・スキャネル（アイルランド共和国特命全権大使）、ヒシャム・バドル（エジプト・アラブ共和国外務次官 国際機関担当）、ラルフ・コッサ（パシフィックフォーラム CSIS理事長）
- モデレータ - 半田晴久
- 著名人 - ザ・グレート・サスケ

### 第2回
2013年11月16日、「世界平和と日本の貢献」をテーマに舞浜アンフィシアターで開催された。元アメリカ合衆国大統領 ビル・クリントンとコリン・パウエルがスペシャルゲストとして参加している。
日本国際フォーラムのほか、外務省・防衛省・駐日アメリカ合衆国大使館などが後援した。
参加者
- トータルメインゲスト - ビル・クリントン
- メインゲスト -  コリン・パウエル
- パネリスト -  ジェイムズ・アンドリュー・ケリー、小池百合子、高村正彦、藤崎一郎、伊藤憲一、ラルフ・コッサ（パシフィックフォーラム CSIS理事長）
- モデレータ - 半田晴久

### 第3回
2014年10月17日、「グローバリゼーションにはチャンスと課題がある」をテーマに東京プリンスホテルで開催された。
日本国際フォーラムのほか、外務省・防衛省・東京都が後援した。
参加者
- ゲスト - トニー・ブレア、ジョン・ハワード、フィデル・ラモス、カート・キャンベル、高村正彦
- モデレータ - 半田晴久

### 第4回
2018年3月25日、前米大統領のバラク・オバマを招聘して「オバマ前大統領との対話」を開催し、元駐日アイルランド大使のブレンダン・スキャネルとオバマとの対談も行われた。オバマは、大統領退任以降、初の来日であった。オバマの講演では米国の現状などが指摘され、オバマとスキャネルの対談では、「北朝鮮が本当の脅威」であるとして、問題解決のための指針などが議論された。外務省が後援した。
参加者
- ゲスト - バラク・オバマ
- 他 - ブレンダン・スキャネル、半田晴久

### 第5回
2019年10月17日、前カナダ首相のスティーブン・ハーパーを招聘して開催した。日本国際フォーラムが後援した。
参加者
- ゲスト - スティーブン・ハーパー
- 他 - 城内実、松川るい、末松義規、半田晴久

## ヤングリーダープログラム
パシフィックフォーラム CSISと世界開発協力機構の協力により、パシフィックフォーラム CSISの若い在籍者がヤングリーダープログラムに加わり、後日、独自の考察を加えた論文を執筆している。